# 白橋りほ
白橋 りほ（しらはし りほ、2001年10月15日 - ）は、日本のAV女優。以前は、高橋 りほ（たかはし りほ）としてACT所属であったが、2022年11月14日、自身の新しいツイッターで白橋 りほへの改名と、LIGHTへの移籍を報告。

## 略歴
2021年5月、SODクリエイトの「青春時代」レーベル専属女優としてAVデビュー。
2021年8月より専属を離れ、企画単体女優として活動。
2022年5月、主演映画が公開。
同年10月、事務所をLIGHTに移籍し、白橋(しらはし)りほに改名したことを報告。
2025年1月より無垢専属。

## 人物
趣味は歌、特技はダンス。
AV女優になりたいと言っていた友人から色々と話を聞くうちに興味を持ったことがAV女優となったきっかけ。
デビュー前の男性経験は4人。

## 出演作品

### アダルトDVD
- 寝ても垂れない超弾力Hカップ クンニは駄目よって言ったでしょ? 高橋りほ 19歳 SOD専属 AVデビュー（5月20日、SODクリエイト）
- 青春汁まみれ みずみずしくフレッシュな身体から汁、汗、潮、精子が弾け飛ぶ! どっぴゅん青春10発!! Hカップ幼顔の良く笑う元気少女（6月24日、SODクリエイト）
- 私は誰かに見られちゃっても平気だよ… 学校でこっそり初中出しHしよ!（7月22日、SODクリエイト）
- 数年ぶりに再会してみたら発育し過ぎていた爆乳のいとこ（8月19日、グローリークエスト）
- 完ナマSTYLE @りほ Hカップ爆乳半中半外娘（8月27日、FIRST STAR）
- 予約半年待ちリピ率100% 某メンズエステ店 密室×密着 イキ過ぎた禁断サービス 連続発射サービス編（9月3日、DOC）
- 隣の変態大家におっぱいを揉まれ毎日犯されてます（9月14日、unfinished）
- 超弾力Hカップのドスケベ娘と混浴露天肉欲プレイ（9月14日、LOVEま○こ）
- 120%リアルガチ軟派伝説 vol.100 in 博多&熊本（9月17日、プレステージ）
- 向かいの部屋の巨乳美女の生着替えを覗いていると… 4（9月17日、DOC）
- 「…おじさん、今日も…しよ?」 大人の身体になった姪っ子と赴任先で10年ぶりの再会 真夏のプレハブ小屋でハリのあるロケット爆乳を汗だくで貪った1ヶ月（9月21日、E-BODY）
- 素人女子○生ガチナンパ! 街行く学生男女が「ザーメン20ml採取できたら10万円獲得企画」に挑戦! 激照れしながら友達チ○ポを連続ヌキ! 「まだ出せるでしょ…//」と生ハメ誘惑で再勃起させ、最後の一滴まで絞り取る! 4組で合計15発射・ザーメン1.2Lも採れちゃいましたSP!（9月24日、赤面女子）
- 巨乳デリヘル（9月28日、ゲインコーポレーション）
- 人気爆発!?某Ｊ●リフレ店で裏オプが横行しまくり!? 積極的に裏オプを促す女の子と店内でコソコソ中出しSEX（10月1日、DOC）
- 童貞の僕を巨乳で誘惑してくる小悪魔従妹（10月1日、プラネットプラス）
- ロ●専科 最高に可愛い美少女お泊りハメ撮り中出しSEX（10月5日、GLAY'z）
- 絶対本番禁止のデリヘル嬢にオイル素股でマ○コにチ○コを擦られてたら気持ち良すぎて思わずヌルっとナマ挿入! ダメよイヤよと嫌がりながら中出しされちゃうロ○ボイン嬢（10月7日、グローリークエスト）
- 妹がいつもHカップの爆乳で誘惑してくるので僕はもう我慢の限界で…した（10月7日、ヒビノ）
- レイプ! 裏切りの連鎖!お嬢様学校の女子○生! 中出しされたくなかったら、お前の友達を呼べ! 生徒は自分の担任を、担任は教え子を身代わりにする無理矢理イカせる激ピスでエンドレス中出し・合計10発!! 恐怖に支配された廃病院（10月7日、サディスティックヴィレッジ）
- 巨乳 制服美少女 中出し性交 Hcup りほ（10月19日、姦乱者）
- 悔しいことに先生のデカチンとの相性は抜群でした 死ぬほど嫌いな先生に…泣きたくなるほどイカされて…（10月26日、クリスタル映像）
- 親族相姦 きれいな叔母さん（10月26日、VENUS）
- 生理的に受け付けない大嫌いな先生に秘密を握られて…（11月5日、h.m.p）
- 学校イチの巨乳優等生の子宮は即ハメ中出しで常に満タン 俺（担任）のことが大好きすぎる言いなり肉オナホ（11月16日、OPPAI）
- 旦那よりデカくて固い寝取りチンポが忘れられずチンポをデリバリーする美巨乳妻（11月30日、マザー）
- 担任の先生と私の秘密のラブラブ結婚生活（12月1日、プラネットプラス/アンビバレンツ）
- 「先生のポコチン鬼ヤバ!」 ド田舎の放課後は暇すぎてダメ担任をおちょくり誘惑! 悪ノリ巨乳を見せつけギン勃ちチ○ポをギャルマ○コで中出ししまくってヤル! 冨安れおな 高橋りほ（12月21日、OPPAI）

- 超絶可愛いロ●ータ美少女限定 中出し性交 12人4時間（1月5日、GLAY'z）
- 僕の彼女がテニス部の合宿でチャラい先輩たちに寝取られた話 高橋りほ（1月11日、かぐや姫Pt）
- 金欠中の地味巨乳同級生がおっパブでバイトしたら性欲が溜まりすぎて勝手に裏オプ生本番! その後、店外で奪い合い逆3P中出し 高橋りほ 水原みその（1月18日、MOODYZ）
- 唾液ベロキス乳首舐めシックスナイン（1月25日、SEX Agent）
- 勃起したままの男を肉感騎乗位エステで何度も射精させる爆乳エステティシャン VOL.3（1月27日、DANDY）
- 妄想爆発 妹が裸でウロウロするもんで目のやり場に困るんだが…!? 高橋りほ（1月27日、MERCURY）
- 制服少女たちの綺麗な髪に発射したい 3（2月10日、RADIX）
- お馬鹿なぴえん系地雷娘ほど… ド痴女 ネットで噂のバスト96cm Hカップ制服が似合いすぎる爆乳美少女と変態性交 高橋りほ（2月15日、ゾクゾク娘）
- 女子のイキ顔を堪能するバーチャルクンニ（2月22日、SEX Agent）
- 【完全主観】即尺即ハメOK美少女メイドと排卵日子作りエッチしよっ Vol.004（3月8日、BAZOOKA）
- 高級ランジェリーガニ股バイブ失禁オナニー（3月10日、RADIX）
- 放課後調教倶楽部 緊縛露出に酔い痴れる変態美少女 ～自ら緊縛を望む調教志願マゾヒズム。～ 高橋りほ（3月15日、無垢）
- 大好きな母と結婚した義父は鬼畜な人でした。 高橋りほ（4月1日、光夜蝶）
- 近所で可愛いと有名な子を飼ってます。 高橋りほ（4月1日、NON）
- 僕専用着せ替えオナホちゃん 高橋りほ（4月12日、宇宙企画）
- あどけない笑顔で男を誘惑する美巨乳のエロ黒姉さん!! 色気に包まれてあっけなく白濁液駄々漏れ 高橋りほ（4月12日、MERCURY）
- AV女優の恥ずかしい局部アップ 裸のコレクション（4月12日、MERCURY）
- 私のオッパイはお兄ちゃんのもの（4月21日、アイエナジー）
- 女子大生デリヘル呼んだらやって来たのは幼馴染み 3 大人になったキミはえぐいほどエロいカラダになって… 何度も中出し杭打ちプレス!!（4月26日、MANIAC）
- 下品だとか上品だとか関係なく、エグイくらい高橋さんを弄びたい 高橋りほ（4月29日、光夜蝶）
- はみでる神乳Hカップ ロリ巨乳は感度良好 高橋りほ（5月3日、S-Cute）
- 清純無垢な制服美少女中出し性交 12人4時間（5月5日、GLAY'z）
- 黒ストッキングの下のグチョ濡れオマ●コ見せつけ何度もイキまくるJ●自画撮り投稿オナニー 16人4時間（5月5日、GLAY'z）
- 夜行バスで声も出せずイカされた隙に生ハメされた女はスローピストンの痺れる快感に理性を失い中出しも拒めない 女子○生限定10 囁き淫語腰振りSP（5月26日、ナチュラルハイ）
- バトルプリンセス スパンデクサー（5月27日、GIGA）
- 義理の父に口マ●コとして扱われてるのにマン汁を滴らせる私は変態です。 高橋りほ（6月3日、光夜蝶）
- 妹のやべー乳を貪りたい 高橋りほ（6月3日、NON）
- 新宿で出会ったうぶな女の子が性の悩みを抱える男と「素股オイルマッサージ」に挑戦! 生マンにヌルヌルこすれるチンコに発情しちゃって『マ○コに入れちゃうw』そのまま生ハメ中出しSEX!!（6月9日、アイエナジー）
- 完全主観 ヤリたい放題のカラダ むっちりHカップ96cmいいなりセフレお貸しします。高橋りほ 02（6月14日、宇宙企画）
- 未熟でたわわな果実の香り 高橋りほ（7月1日、NON）
- むちむちフィットネス痴女 姫咲はな 高橋りほ（7月19日、ミル）
- 高橋りほ 濡れてテカってピッタリ密着 神スク水 可愛い女子のスクール水着姿をじっとりと堪能!着替え盗撮から始まり貧乳から巨乳にパイパン、ハミ毛、ジョリワキ等のフェチ接写やローションソーププレイやスク水ぶっかけ等を完全着衣で楽しむAV（9月8日、親父の個撮）

- 盗撮してオカズにしてた女子達がビックリまさかの超ドスケベ。小悪魔痴女化で精液搾り取られまくる！ エロ過ぎる発情期の制服女子達が肉食痴女責めハーレム 皆瀬あかり 白橋りほ 星宮こと 沙月恵奈 栄川乃亜（11月25日、無垢）
- 半中半外半彼女 りほたん（20） 白橋りほ（12月5日、パコパコ団とゆかいな仲間たち/妄想族）

- プライベートおっパブ お店が突然の休業 お金に困った嬢から2人で会いたいと連絡が…店に内緒でおっぱいを揉んで中出しセックス 白橋りほ（5月9日、Mr.michiru）
- おっぱいイジってイジられてまたイジる 白橋りほ（5月23日、Mr.michiru）
- 盗撮、睡眠輪●、襲撃中出しレ×プ、集団リ×チ… 狙われた新人女子マネージャー。3泊4日、悲惨すぎる地獄のトラウマ合宿。 白橋りほ（11月19日、無垢）
- 【爆乳Hカップ女子大生】いちゃSEX希望の爆乳JD！！2回戦は露天で水着Hもちろん生の絶倫SEX！！オールNN！！美しすぎる敏感ボインおっぱいプルプル震わせ感じる蠱惑的美女の感じる姿は素直にシコい！！王道系エロSEX動画をお届け！！ 白橋りほ（11月15日、Magic）
- 【Hカップ爆乳ドエッチ娘と水着でハメ！コスでハメ！全裸でハメの一粒で3回おいしい大ボリュームハメ撮り！！】【谷間もつよつよ！美尻も完備でバックの風景も最高だぜ！】【何度も求める強欲彼女、、食らいつくせぬ本気エチョナのバキバキはめ撮り】 白橋りほ（11月22日、Magic）
- 『セックス代行、承ります！』 代行サービスもここまで来た！？ お電話一本でいつでもどこでも、アナタの代わりにセックス代行いたします！ ※当店は風俗店ではございません。（12月20日、DOC）

- Hcup神BODY制服マスク美少女 衝撃専属。 白橋りほ（1月21日、無垢）
- 爆乳チアバニー 蒸れた肉体とそそるカラダ…マスク美少女コスプレイヤー中出しオフパコ個撮性交 白橋りほ（2月18日、無垢）
- 二段階NTR。 彼氏の弱みを握ってこの彼女とのハメ撮りを献上させる。そのハメ撮り映像を使って彼女をみんなで姦す。大好きな男に売られた彼女、強●寝取り。 白橋りほ（3月18日、無垢）

- クラスの地味オタにパパ活代行お願いしてみた 顔はイマイチでも身体は極上。男好きする身体のオタク処女がチ〇ポに溺れるまで。 白橋りほ（4月15日、無垢）
- 巨乳幼馴染みが俺の彼女になった。 今日からこのおっぱいは俺だけのもの 白橋りほ（5月20日、無垢）

- うらキン【コスH】【待ち合わせOP】【ハメ撮り】【NNあり】計4人とナマH映像集002（7月10日、うらキン）

- BARで出会った仕事終わりのコンカフェ嬢と ベロ酔い店内3P・ホテルお持ち帰りイキ過ぎ乱交SEX 白橋りほ（6月17日、無垢）
- 【爆乳美少女コス待ち合わせ】【爆振美乳ハメ撮り】【着衣と全裸でハメ倒し生中2連発】ぼいんぼいん美少女と乳揺れハメ撮り 白橋りほ（7月5日、うらキン）
- 塩対応生意気P活女をわからせ。vol.01（7月18日、DOC）
- 「セックスくらい余裕だしっ！」と軽い気持ちで迫ったら… 童貞チ●ポに返り討ち。徹底的に理解らせられた生意気ギャル 白橋りほ（7月29日、無垢）
- 田舎の温泉宿で常連客に無理やり、性接待をさせられた私。 Hカップの巨乳パイパン少女はキモオジち●ぽで強●種付け中出し三昧！ 白橋りほ（8月19日、無垢）
- うらキン【生中ハメ撮り】【極上スタイルの美女＆爆乳美少女＆透明度MAXのG乳美少女集結！！】【おかわり有の3時間超えSP】コスあり私服はめ有ゴム無しナマH映像集004（9月11日、うらキン）

### VR
- 【密室ロッカー内VR 巨乳天国編】 狭いロッカーの中で水泳部2人のHカップで囲み挟まれて窒息死寸前!? おっぱいへの興奮が収えられないボクのチ○ポに欲情した彼女らは…（7月1日、SODクリエイト）
- 新アングル！地面特化VR ※おっぱい版 ぎゅ〜っうと思春期のHな従妹のおねーちゃんのHカップの柔おっぱいに埋もれながら密着ホールド中出し（7月15日、SODクリエイト）
- 時間無制限!発射無制限! 肉感Hcupボディ 極上泡姫嬢と生ハメSEX! 何度でも射精させてくれるサービス最高の超高級ソープ 口内発射 中出し 連発フルコース（8月16日、SODクリエイト）
- 「先生に言われた通り制服で来ました…」 巨乳で美尻な極上ボディ! 抱き心地満点のむちむち感がたまらない教え子と制服エッチ! 高橋りほ（11月6日、CRYSTAL VR）

- ホームレスギャルのネットカフェオナニーサポートバイト 高橋りほ（1月21日、CASANOVA）
- 都内一のセクキャバ街『池袋』屈指の【巨乳専門店】!! 「Peach Boobs（ピーチブーブス）」常時おさわりOKおっパブ！裏オプ黙認とネットで話題の人気店で花びら回転! 抜きまくりヤリまくりの生本番! 冨安れおな 高橋りほ 朝倉ここな 木ノ宮かれん 板野莉亜 あさみ潤（1月31日、TMA）
- ギャル校生! Hカップの巨乳ロリギャルが教室の中で童貞喰い! 高橋りほ（2月4日、CASANOVA）
- 原宿で働くギャル社長 高橋りほ（3月11日、CASANOVA）
- 顔距離25cm! 吐息が掛かる悪魔的距離! ～全てが超至近距離で展開! 「君のイク顔、私に見せてよ♪」他の人にバレるかもしれない、ドキドキと見つめてくる視線でムラムラして、パンパンな僕のチ○ポが最高潮にイジられまくる!（3月28日、SODクリエイト）
- 童顔 & 猫耳 & 甘声 & ルーズソックスの総天然色淫乱娘 【超肉感特化VR】煩悩に疲れ果てた僕は従順で卑猥な美肉猫を弄くり倒した。 高橋りほ（4月14日、肉きゅんパラダイス）
- 【囁き淫語 & 舐め特化VR】 16人完全撮りおろし（5月19日、こあらVR）
- 家庭教師を頼まれ10年ぶりに会った親戚は… Hcup & Jcupの痴女っ子Wボイン双子姉妹! 童顔だけど早熟な肉体… 勉強そっちのけでエッチ三昧!? ローションだっくだく前後左右から爆乳サンドイッチ逆3P 高橋りほ 水原みその（6月10日、kawaii*）

- 【VR】おっぱいむにゅむにゅいつでもどこでもあなたの元へ出張ソープ嬢りほ 白橋りほ（6月6日、ワンズファクトリー）

### 配信限定
- 高橋Hちゃん（7月20日、Imagine）
- 【H乳＋(超絶美肌×大量オイル)=全身性器な極上ボディ】ダンサー仲間とヤリまくるミニマム爆乳ダンサー!肌ツヤ完璧。若さ溢れる美おっぱい&美尻!卑猥音が鳴り響く!うねる舌技フェラ!ダンサー仕込みの腰技で360°グラインド騎乗位!爆乳+オイル=最強ヌルテカSEX!!!Minimum Big breasts Dancer【なまハメT☆kTok Report.24】（8月15日、プレステージプレミアム）
- 【初撮り】【童顔×爆乳】【至極のパイズリ】童顔にHカップの爆乳を携える男受け間違いなしの逸材を発掘。巨根を悠々と包み込むパイズリを披露し、ぐっちょりと濡れた秘部へ挿入されれば.. ネットでAV応募→AV体験撮影 1611（8月16日、シロウトTV）
- 【超カワイイ】【超巨乳】りほちゃん参上!一目で可愛いと感じる彼女は「出会いが少なく、色々と寂しい…」寂しさを満たす為に応募してきた!【ぷるぷるHカップ】こんだけデカければ、何をしたって揺れまくり♪正常位・バック・騎乗位と様々な体位でのぷるぷる巨乳を体感せよ!!（8月17日、ARA）
- 《W特典》【電車痴漢】★あり得ないロケットHカップ乳にS氏が大暴走★あの紺ポロ制服の有名私立女子校生が首絞めプレイにイキまくり（8月20日、ゆず故障）
- お仕事大好き神H乳エステティシャンの公私混同マッサージ!?リピ確の極上爆乳パイズリ施術!<<計8射精>>金玉カラっぽ、オマ●コ満タンになるまで注ぎ込む!（8月31日、ドキュメントdeハメハメ）
- リホ（9月6日、素人ホイホイZ）
- マジ軟派、初撮。 1694 巨乳を強調した洋服でSNS用の動画の撮影するあざと可愛い大学生を捕獲!自慢のオッパイを弄ばれ、あれよあれよとチ●ポコ挿入wwwいろんな体位で縦横無尽に揺れまくるHカップ神乳に注目!!（9月23日、ナンパTV）

### イメージDVD
- 優等生はHカップ（2021年8月27日、スパイスビジュアル）※「赤坂麻衣」名義

## 出演

### 映画
- 股がり天使 火照りの桃源郷（2022年5月6日、オーピー映画） - メイ 役[9]
  - しゃぼん玉の詩（2022年）※R15編集版[10]
- 続・股がり天使 旅立ちの朝勃ち（2022年7月1日、オーピー映画） -  メイ 役[11]
  - おもてなしのおかえし（2022年）R15編集版[12]
- くりかえし百子（2023年予定） - 百子A 役[13]

### 舞台
- 嫌な女ほど何故こんなに愛しいのか（2022年7月22日 - 24日、赤坂チャンスシアター）

## 掲載

### 雑誌
- 月刊ソフト・オン・デマンド 6月号 VOL.21（ソフト・オン・デマンド） - インタビュー「高橋りほインタビュー」
- 月刊ソフト・オン・デマンド 10月号 VOL.25（ソフト・オン・デマンド） - グラビア「やっぱりおっぱいが好き!」